# Кузміч Михайло Сергійович
Михайло Сергійович Кузміч (рос. Михаил Сергеевич Кузмич; 8 жовтня 1982, м. Красноярськ Росія) — російський саночник, який виступає в санному спорті, здебільшого в парному розряді, на професіональному рівні з 1999 року. Дебютував в національній команді, як учасник зимових Олімпійських ігор в 2002 році (14 місце), згодом в 2006 році зайняв 11 місце і 2010 року й посів 14 місце в парному розряді. Балансує в двадцятці найкращих саночників світу, а в парному розряді виступає разом з саночником Станіславом Міхєєвим з 2001 року.